# Phlocerus menetriesi
Phlocerus menetriesi är en insektsart som beskrevs av Fischer von Waldheim 1833. Phlocerus menetriesi ingår i släktet Phlocerus och familjen gräshoppor. Inga underarter finns listade i Catalogue of Life.